# 黒子駅
黒子駅（くろごえき）は、茨城県筑西市辻にある関東鉄道常総線の駅である。

## 概要
当駅は筑西市の南部（旧・関城町）に位置し、桜の名所である母子島遊水地、福蔵院の最寄り駅である。

## 歴史

### 年表
- 1913年（大正2年）11月1日：常総鉄道開業と同時に設置[1]。
- 1945年（昭和20年）3月30日：筑波鉄道（初代）との合併により、常総筑波鉄道の駅となる[1]。
- 1965年（昭和40年）6月1日：鹿島参宮鉄道との合併により、関東鉄道の駅となる[1]。
- 1999年（平成11年）4月1日：駅嘱託を解除し、無人化。
- 2003年（平成15年）8月22日：簡易駅舎（2代目）が竣工[1]。
- 2009年（平成21年）3月14日：ICカードPASMO供用開始[4][1]。

### 駅名の由来
開業当時の村名（真壁郡黒子村）による。

## 駅構造

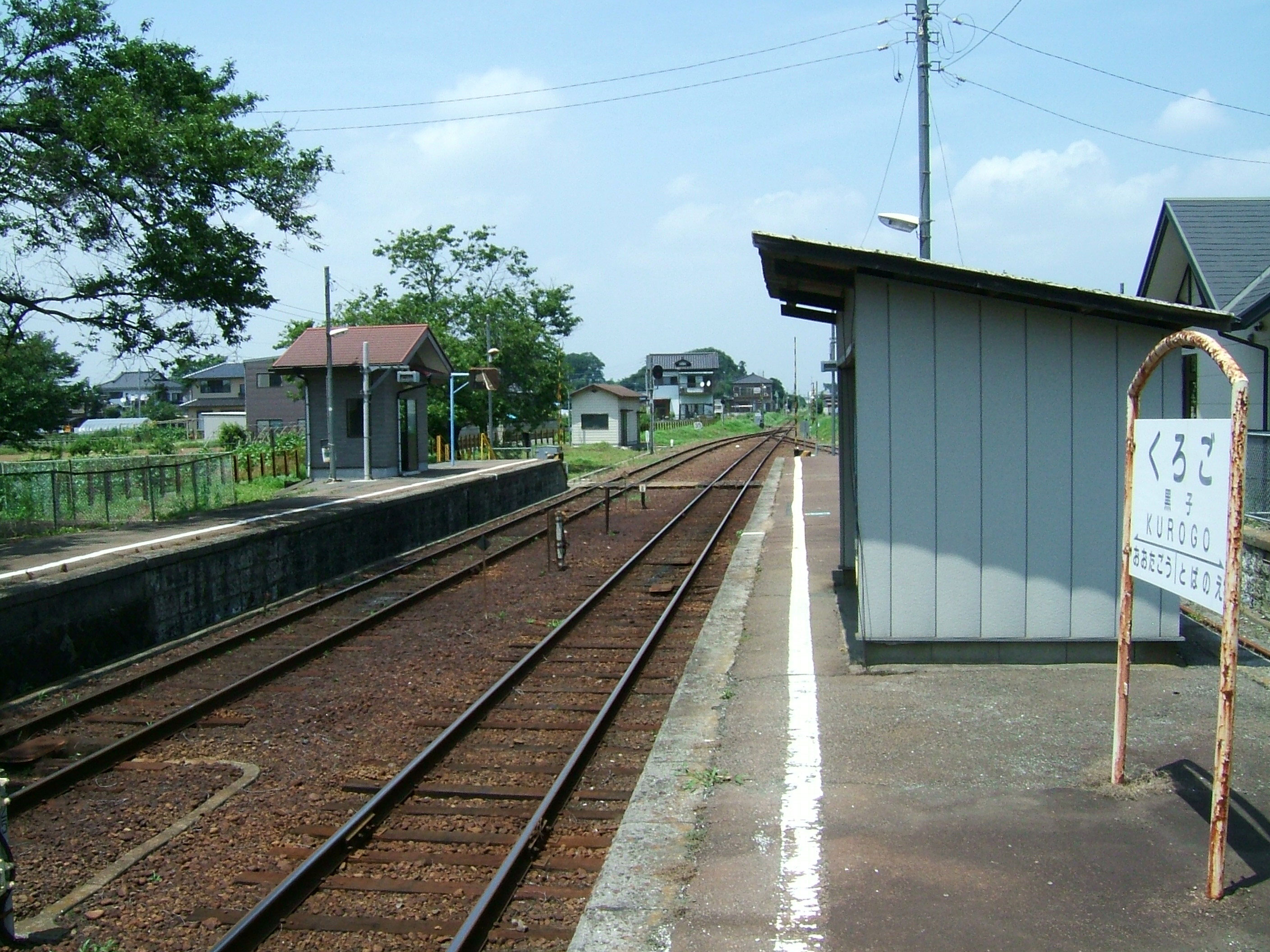
ホーム

単式・島式複合の3面3線のホームを持つ地上駅で無人駅。ただし、最も駅舎側の線路は保線車両の留置などに使われるのみで旅客列車の発着には用いられず、ホームにはフェンスが張り巡らされているため、事実上は2面3線となっている。単線区間のため列車交換が行われる。
下館方に構内踏切があり、各々のホームには待合室がある。かつては木造駅舎だったが、老朽化に伴い取り壊され、簡易駅舎となっている。なお、構内にはバラスト積載設備がある。

### のりば
| 番線 | 路線    | 方向 | 行先                         |
| ---- | ------- | ---- | ---------------------------- |
| 1    | ■常総線 | -    | （臨時線）                   |
| 2    | ■常総線 | 上り | 下妻・水海道・守谷・取手方面 |
| 3    | ■常総線 | 下り | 下館方面                     |

## 利用状況
2022年度の一日平均乗降人員は130人である。
近年の一日平均乗車人員の推移は下記のとおり。
| 推移 | 推移     | 推移     |
| 年度 | 乗車人員 | 乗降人員 |
| ---- | -------- | -------- |
| 1998 | 154      |          |
| 1999 | 77       |          |
| 2000 | 64       |          |
| 2001 | 58       |          |
| 2002 | 47       |          |
| 2003 | 48       |          |
| 2004 | 48       |          |
| 2005 | 59       |          |
| 2006 | 67       |          |
| 2007 | 70       |          |
| 2008 | 73       |          |
| 2009 | 65       |          |
| 2010 | 67       |          |
| 2011 | 81       |          |
| 2012 | 77       |          |
| 2013 | 84       |          |
| 2014 | 80       |          |
| 2015 | 70       |          |
| 2016 | 77       |          |
| 2017 | 82       |          |
| 2018 | 78       |          |
| 2019 |          | 156      |
| 2020 |          |          |
| 2021 |          |          |
| 2022 |          | 130      |

## 駅周辺
- 黒子郵便局
- 筑波銀行関城支店（旧：関東つくば店）
- 国土交通省 関東地方整備局 下館河川事務所 黒子出張所

## バス路線
- 「黒子駅入口」停留所
  - 急行わかば号が2020年2月1日をもって廃止されたため、同日以降当停留所を経由する路線はない。

## 隣の駅
関東鉄道
■常総線
■快速
通過
普通
騰波ノ江駅 - 黒子駅 - 大田郷駅

### 記事本文